# Північний Пагай
Північний Пагай (індонез. Pagai Utara) — найменший з чотирьох головних Ментавайських островів біля західного узбережжя Суматри в Індонезії. Він розташований на південь від Сіпури та на північ від острова Південний Пагай.
Цифра населення, наведена для Північного Пагаю в полі праворуч, є сумарною цифрою для Північного Пагаю та Сікакапського округу. Основна частина округу Сікакап охоплює південну частину острова Північний Пагай, але також включає північну частину острова Південний Пагай разом з різними невеликими островами в протоці між ними; однак усі три поселення в окрузі (місто Сікакап, Тайкако та Матобе) фактично розташовані на острові Північний Пагай. Місто Сікакап використовувалося як центр для надання допомоги постраждалим від землетрусу та цунамі в Ментаваї 2010 року.

## Історія
У 1792 році корабель Британської Ост-Індської компанії досяг островів Пагай. Лише в липні 1864 року Північній Пагай став частиною Голландської Ост-Індії. 1901 року німецькі місіонери створили станцію на південному узбережжі. Першого місіонера було вбито, і лише в 1915 році перший місцевий житель навернувся. З середини 1990-х років австралійські серфери також відкрили Північний Пагай для серфінгу з іншими островами. Туризм слабо розвинений, але зростає.
Після цунамі біля Суматри в 2004 році сейсмічна активність під островом різко зросла. Цунамі, яке відбулося після землетрусу 25 жовтня 2010 року, обрушилося на острів і завдало великої шкоди - наприклад, село Мунтей-Бару було знищено на 80%.